# Calado de la plata
El calado de la plata es una técnica de trabajo de este metal que se siguió desarrollando en la época del Virreinato del Perú y que se obtiene mediante el perforado siguiendo los contornos en la superficie de la lámina, no alcanzando la finura y delicadeza de la filigrana, pero corresponde a la misma metodología de trabajo de la plata.
Las piezas de este tipo de platería es muy apreciada por quien realiza turismo en el Perú.